# Цзілінь
Цзілінь або Гірин кит. 吉林省, піньїнь: Jílín shěng) — багатонаціональна провінція на північному сході Китаю, частина Маньчжурії. Населення 27,09 млн (21-е місце серед провінцій; дані за 2004 р.).
Столиця і найбільше місто — Чанчунь.
Місто Цзілінь (Гірин; кит. 吉林市, піньїнь: Jílín shì) — колишній адміністративний центр та друге найбільше місто в однойменній провінції.

## Національний склад
| Національний склад Гириню, перепис 2000 | Національний склад Гириню, перепис 2000 | Національний склад Гириню, перепис 2000 |
| Народ                                   | Кількість                               | Відсоток                                |
| --------------------------------------- | --------------------------------------- | --------------------------------------- |
| китайці                                 | 24 348 815                              | 90,85 %                                 |
| корейці                                 | 1 145 688                               | 4,27 %                                  |
| маньчжури                               | 993 112                                 | 3,71 %                                  |
| монголи                                 | 172 026                                 | 0,642 %                                 |
| дунгани (хуей)                          | 125 620                                 | 0,469 %                                 |

## Географія
Площа провінції 187 400 км² (13-е місце).

## Адміністративний поділ
Провінція Гірин поділяється на 8 міст та 1 автономний округ.
| Карта                | №                               | Українська назва | Китайська назва              | Піньїнь |
| -------------------- | ------------------------------- | ---------------- | ---------------------------- | ------- |
|                      | Місто субпровінційного значення |                  |                              |         |
| 1                    | Чанчунь                         | 长春市           | Chángchūn Shì                |         |
| Міські округи        |                                 |                  |                              |         |
| 2                    | Байчен                          | 白城市           | Báichéng Shì                 |         |
| 3                    | Байшань                         | 白山市           | Báishān Shì                  |         |
| 4                    | Гірин                           | 吉林市           | Jílín Shì                    |         |
| 5                    | Ляоюань                         | 辽源市           | Liáoyuán Shì                 |         |
| 6                    | Сипін                           | 四平市           | Sìpíng Shì                   |         |
| 7                    | Сун'юань                        | 松原市           | Sōngyuán Shì                 |         |
| 8                    | Тунхуа                          | 通化市           | Tōnghuà Shì                  |         |
| Автономна префектура |                                 |                  |                              |         |
| 9                    | Яньбянь-Корейська               | 延边朝鲜族自治州 | Yánbiān Cháoxiǎnzú Zìzhìzhōu |         |

## Культура

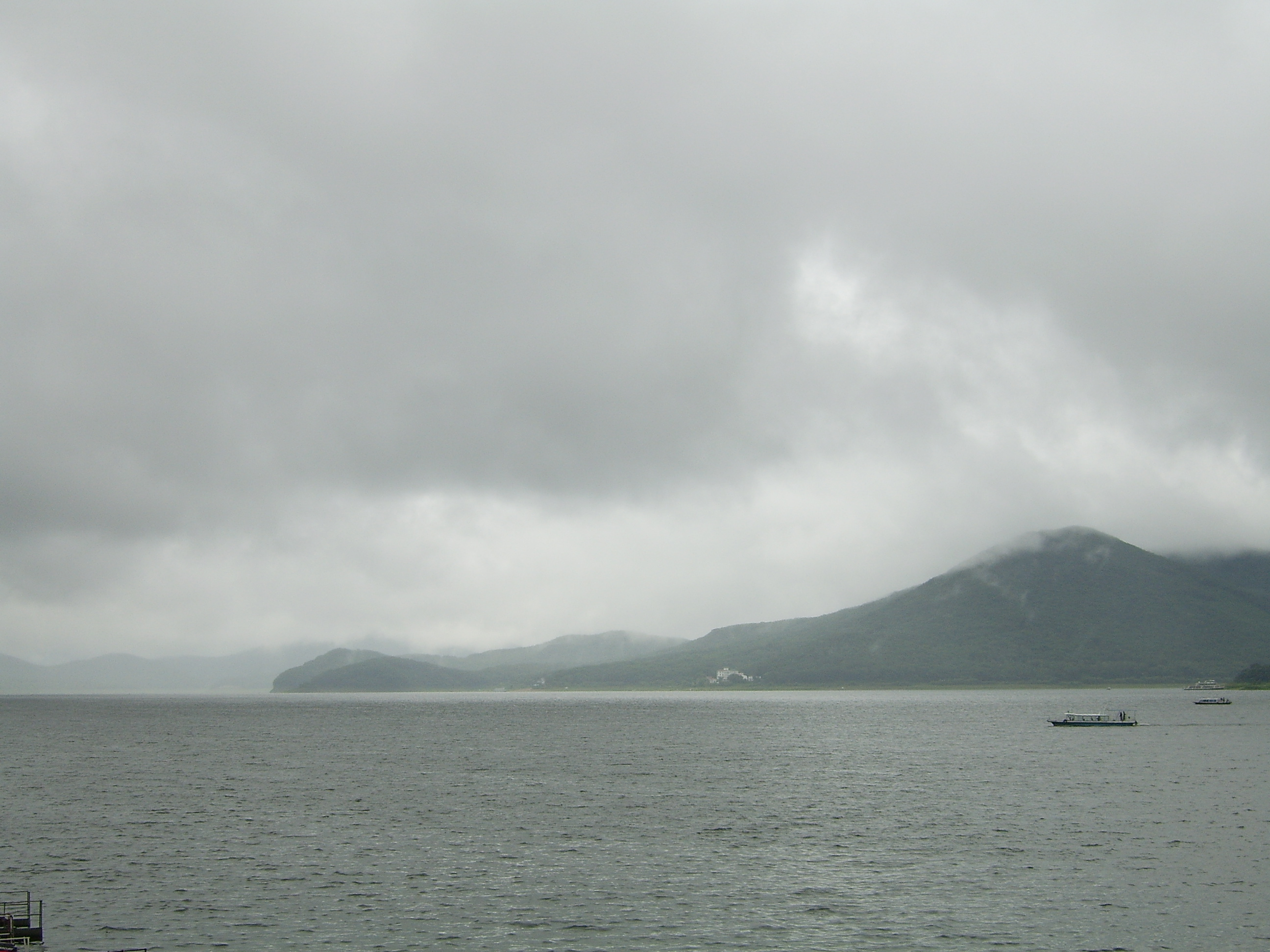
Водосховище Сунхуаху в Гіріні.

## Освіта

### Університети та коледжі
- Цзілінський університет (吉林大学)
- Північно-східний Нормальний університет (东北师范大学)
- Північно-східний Китайський інститут Енергетики (东北电力学院)
- Цзілінський сільськогосподарський університет (吉林农业大学)
- Цзілінський Нормальний університет (吉林师范大学)
- Цзілінський коледж Електрифікації
- Чаньчунський університет Науки і Технології (长春理工大学)
- Чаньчунський університет Технології (长春工业大学)
- Чаньчунський Нормальний університет (长春师范大学)
- Чаньчунський університет (长春大学)
- Чанчунський Податковий коледж (长春税务学院)
- Чанчунський інститут Пошти і Телекомунікацій (长春邮政学院)
- Чанчунський інститут Оптики і Точної Механіки
- Яньбянський університет Науки і Технології (延边科技大学)
- Яньбянський університет (延边大学)